# Copa de Honor Cusenier 1915
La Copa de Honor Cusenier 1915 fue la decimoprimera edición de esta competición, el partido para decidir el ganador de la Copa, competencia internacional organizada por las Asociaciones de Argentina y Uruguay en conjunto la disputaron el Racing Club de Argentina y el Nacional de Uruguay.
La copa constó de un único encuentro llevado a cabo en el Estadio Gran Parque Central de Montevideo, el 14 de noviembre de 1915. Nacional venció a Racing Club por 2-0, ganando su segundo trofeo de Copa Cusenier.

## Clubes clasificados
Clasificaron como campeones de 1915 en sus respectivas ligas.
| AAF (Argentina) |  | Racing Club |  | Campeón de Copa de Honor MCBA (1915)       |
| AUF (Uruguay)   |  | Nacional    |  | Campeón de Copa de Honor de Uruguay (1915) |

## Partido
| 14 de noviembre de 1915 | Nacional                     | 2:0 | Racing Club | Estadio Gran Parque Central, Montevideo |                            |
|                         | P. Dacal 79' · A. Romano 86' |     |             | Árbitro(s): A. Bordabehere              | Árbitro(s): A. Bordabehere |

|                             |
|                             |
| Campeón Nacional 2.º título |

| Predecesor: 1914 | Copa de Honor Cusenier 1915 | Sucesor: 1916 |